# Каршибуд
Футбольний клуб «Каршибуд» (Карши) або просто «Каршибуд» — радянський узбецький футбольний клуб з міста Карши.

## Історія
Футбольний клуб «Каршибуд» був створений в 1977 році в місті Карши Кашкадар'їнської області. в 1977 році клуб переміг у Кубку Узбецької РСР з футболу. Найкращим результатом у радянських чемпіонатах було 13-те місце, яке команда зайняла в сезоні 1979 року в 5-ій зоні Другої ліги Чемпіонату СРСР. Остання згадка про клуб датується 1981 роком, коли «Каршибуд» за підсумками сезону у 6-ій зоні Другої ліги Чемпіонату СРСР посів 18-те місце з 21-ї команди учасниці.

## Досягнення
- Кубок Узбецької РСР з футболу
  -  Володар (1): 1977

## Відомі гравці
- Сергій Веденеєв;
- Олександр Канищев;
- Олександр Степанов.